# Niedereschach
Niedereschach ist eine Gemeinde im Schwarzwald-Baar-Kreis in Baden-Württemberg.

## Geographie

### Geographische Lage
Niedereschach liegt im Eschachtal am Ostrand des Schwarzwalds zwischen 620 und 720 Meter Höhe zwischen der Kreisstadt Villingen-Schwenningen und der Stadt Rottweil.

### Nachbargemeinden
Die Gemeinde grenzt im Norden an Zimmern ob Rottweil und im Osten an Deißlingen, beide im Landkreis Rottweil, im Süden an Dauchingen und Villingen-Schwenningen und im Westen an Königsfeld im Schwarzwald. Im direkten Umfeld liegen Kappel, Schabenhausen, Fischbach und Dauchingen.

### Gemeindegliederung
Die Gemeinde Niedereschach umfasst neben der Stadt selbst noch drei weitere Stadtteile sowie 33 Dörfer, Weiler, Zinken, Höfe und Häuser.
| Ortsteil      | Eingemeindung    | Einwohner |
| ------------- | ---------------- | --------- |
| Fischbach     | 1. Juli 1974     | 1155      |
| Kappel        | 1. Januar 1974   | 978       |
| Schabenhausen | 1. Dezember 1971 | 552       |

Zur Gemeinde Niedereschach in den Grenzen vor der Gemeindereform in den 1970er Jahren gehören das Dorf Niedereschach, die Höfe Klosterhof (vormals Seyhof) und Mühle und die Häuser Am Eichenberg, An der Schabenhäuserhalde, Bubenholz, Ebersteinerhof, Oberer Vogelsang, Pulvermühle, Schloss Graneck (Schlossbauern) und Vogelsang.

### Schutzgebiete
in Niedereschach liegt das Landschaftsschutzgebiet Teufenbachtal. Die Badische Eschach, der Fischbach und der Teufenbach sind auch Bestandteil des FFH-Gebietes Baar, Eschach und Südostschwarzwald. Die südlichen Gemeindeteile liegen im Vogelschutzgebiet Baar. Niedereschach liegt darüber hinaus im Naturpark Südschwarzwald.

## Geschichte
Bereits in der Römerzeit war die Niederschacher Gemarkung als Teil der Provinz Obergermanien besiedelt, wie archäologische Funde zeigen. Im Jahre 1086 wurde Niedereschach erstmals urkundlich erwähnt. Im Verlaufe der Geschichte war Niedereschach Besitztum der Klöster Gengenbach, St. Georgen und der Reichsstadt Rottweil. 1805 wurde das Dorf württembergisch und kam 1810 im Grenzvertrag zwischen Württemberg und Baden zu Baden.
Außerdem soll auf dem Berg zwischen Fischbach und Schabenhausen das Schloss Granegg gestanden haben, das es im Mittelalter noch gab. Nach diesem Schloss wurde eine Straße benannt, die Graneggstraße.
Seit dem 19. Jahrhundert ist Niedereschach vor allem für seine metallverarbeitenden Industrie und die Uhrenindustrie bekannt gewesen. Aufgrund der Quarzkrise wurde die Uhrenproduktion in Niedereschach gegen Ende des 20. Jahrhunderts jedoch eingestellt. Die international vertretene Uhrenfabrik Jerger war eine der letzten großen Weckerhersteller in Deutschland, welche ebenfalls die Produktion in Niedereschach einstellen musste.

## Demographie
Einwohnerentwicklung:
| Jahr      | 1990  | 2001  | 2011  | 2021  |
| --------- | ----- | ----- | ----- | ----- |
| Einwohner | 4.936 | 5.922 | 5.813 | 5.980 |

## Politik

### Gemeinderat
Der Gemeinderat besteht aus den gewählten ehrenamtlichen Gemeinderäten und dem Bürgermeister als Vorsitzendem. Der Bürgermeister ist im Gemeinderat stimmberechtigt. Die Kommunalwahl am 9. Juni 2024 führte zu folgendem amtlichen Endergebnis (mit Vergleichszahlen voriger Wahlen):
| Partei / Liste  | Stimmenanteil | Sitze  |                 | Ergebnis 2019   | Ergebnis 2014   | Ergebnis 2009 |
| CDU             | 47,3 %        | 7      | 46,1 %, 7 Sitze | 48,8 %, 9 Sitze | 46,6 %, 7 Sitze |               |
| Grüne           | 16,1 %        | 2      | 19,6 %, 3 Sitze | –               | –               |               |
| SPD             | –             | –      | –               | –               | 9,3 %, 1 Sitz   |               |
| FWV             | 32,5 %        | 4      | 34,2 %, 5 Sitze | 41,2 %, 6 Sitze | 27,7 %, 4 Sitze |               |
| LBU*            | –             | –      | –               | –               | 16,5 %, 2 Sitze |               |
| parteilos       | 4,1           | 1      | –               | –               | –               |               |
| Wahlbeteiligung | 64,6 %        | 64,6 % | 61,7 %          | 52,1 %          | 54,4 %          |               |

* Liste für Bürgerbeteiligung und Umweltschutz Niedereschach

### Bürgermeister
2010 wurde der Rechtsanwalt Martin Ragg (parteilos) bei vier Mitbewerbern im ersten Wahlgang zum Nachfolger von Otto Sieber gewählt, dieser hatte das Amt 40 Jahre bekleidet. Bei der Wahl am 25. Februar 2018 erreichte er mit 75,92 % der gültigen Stimmen seine Wiederwahl für weitere acht Jahr Amtszeit. Zwei ebenfalls parteilose Mitbewerber erhielten 23,7 und 0,54 % der Stimmen.

### Verwaltungsgemeinschaft
Die Gemeinde gehört der Vereinbarten Verwaltungsgemeinschaft Villingen-Schwenningen an.

### Wappen
| Wappen der Gemeinde Niedereschach | Blasonierung: „In Blau ein silberner (weißer) Fisch, auf diesem aufsitzend ein fünfblättriger goldener (gelber) Eschenzweig.“ |
| Wappen der Gemeinde Niedereschach | Wappenbegründung: Aus dem Jahre 1811 ist der Abdruck eines Fleckensiegels erhalten, das wohl im ausgehenden 18. Jahrhundert entstanden ist. Es zeigt in ovaler Kartusche einen von einem Fisch belegten, oben und unten von je einem fünfstrahligen Stern begleiteten Balken. In den Farbstempeln des 19. Jahrhunderts erscheint ein fünfblättriger Zweig in einem Wappenschild, seit den neunziger Jahren des 19. Jahrhunderts enthält das Siegel das bis heute gültige Wappen. Dessen Farben wurden 1901 vom Generallandesarchiv festgelegt. Sowohl Eschenblatt wie Fisch (Asche) können als „redende“ Symbole für den Ortsnamen gelten. Eine überraschende Parallele ergibt sich zum Wappen der Ifflinger von Graneck (eine fünf- oder dreiblättrige Staude), in deren Besitz sich Niedereschach von 1465 bis 1603 befand. Doch dürfte ein direkter Zusammenhang beider Wappen eher unwahrscheinlich sein. |

Wappen der Ortsteile

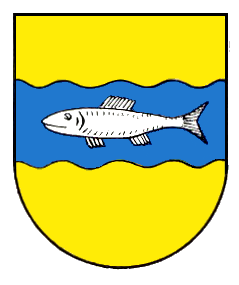
Fischbach
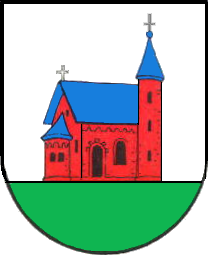
Kappel
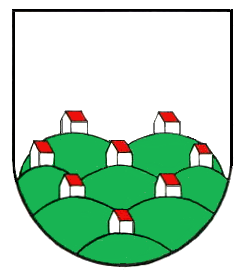
Schabenhausen

### Gemeindepartnerschaft
Seit 2002 pflegt Niedereschach eine Gemeindepartnerschaft mit der Gemeinde Arzúa in Spanien.

## Sehenswürdigkeiten
Der Ort liegt an der Deutschen Uhrenstraße, der Römerstraße Neckar–Alb–Aare und am Schwarzwald-Querweg Rottweil–Lahr, die alle an vielen Sehenswürdigkeiten vorbeiführen.

### Villa rustica

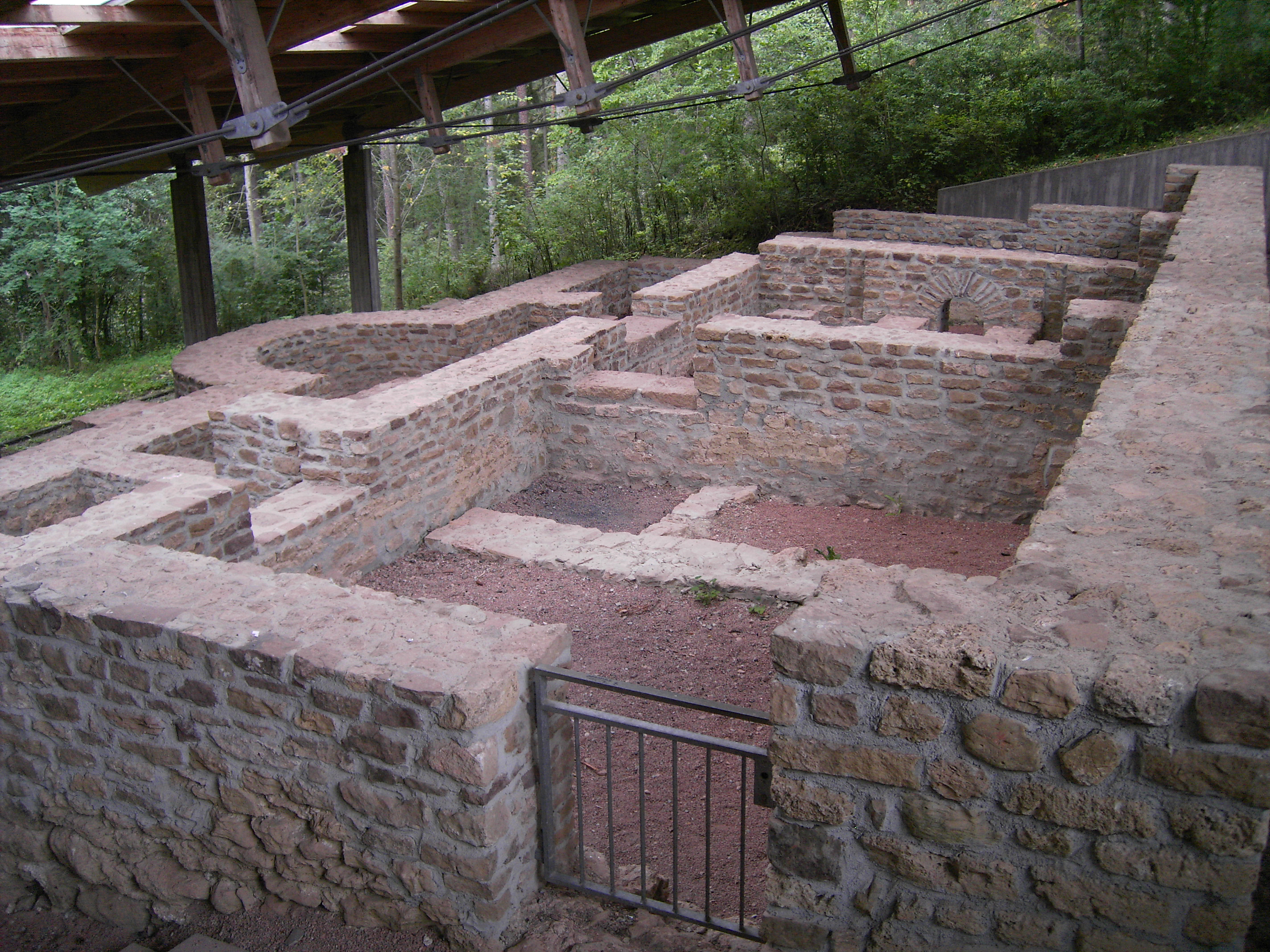
Badehaus der Römervilla

Vom Niedereschacher Teilort Fischbach-Sinkingen führt ein landschaftlich reizvoller Höhenweg zu einer der ungewöhnlichsten römischen Anlagen im Südwesten. An der höchsten Stelle eines langgestreckten Bergrückens zwischen zwei Flusstälern liegt die Villa rustica, ein mächtiger Risalitbau mit meterdicken Mauern, flankiert von zwei symmetrisch angeordneten und äußerlich gleich großen, ausgedehnten Wirtschaftsbereichen.
In einiger Entfernung südlich findet man, unterhalb der Villa in einen Steilhang eingeschnitten, eine gut erhaltene Therme von außergewöhnlichen Ausmaßen, die von Luxus und Reichtum eines der ehemaligen Besitzer, Lucius Marius Victor, zeugt. Das Bad besitzt zwei getrennte Heizsysteme, Wannen, eine raffinierte Latrine und eine große Sonnen-Südterrasse. Weitere noch nicht ausgegrabene Wohngebäude mit aufwändigen Hangmauern lassen die einstigen Ausmaße der Gesamtanlage nur erahnen. Der Weg und die einzelnen Sehenswürdigkeiten sind gut beschildert.

### Parks
Im Ortsteil Kappel befindet sich eine kleine Parkanlage mit Streichelzoo.

### Schaubergwerke
In den Ortsteilen von Niedereschach können zwei Bergwerke aus dem Mittelalter besichtigt werden, in Kappel der Stollen Karl im Mailänder, in Schabenhausen der Stollen Otto am Kohlerberg.

## Wirtschaft und Infrastruktur
Die Gemeinde Niedereschach ist im Vergleich zu anderen Umlandgemeinden hervorragend wirtschaftlich und infrastrukturell ausgeprägt. Erkennbar ist dies zum einen an dem großen Industriegebiet im Niedereschacher Osten, zum anderen an der guten Verkehrsanbindung in Richtung Stuttgart/Singen bzw. Offenburg. Die Gemeinde verfügt über zwei Banken, zwei Allgemeinärzte, zwei Zahnärzte, zwei Praxen für Physiotherapie, zwei Supermärkte, eine Bäckerei, mehrere Backshops, zwei Kirchengemeinden, vier Kindergärten, eine Säuglingsbetreuungsgruppe.

### Verkehr
Der ÖPNV in Niedereschach wird vom Verkehrsverbund Schwarzwald-Baar gewährleistet.

### Ortsansässige Betriebe
- Touratech AG
- Montratec GmbH
- Valentin Roth GmbH
- Brier Pulverbeschichtung

### Bildung
In Niedereschach besteht in Kooperation mit der Nachbargemeinde Deißlingen eine Gemeinschaftsschule, die Grund-, Haupt-, Realschule und Gymnasium in einem Haus vereint. Neben dem Standort in Deißlingen hat die Schule auch eine Zweigstelle in Fischbach. Kappel verfügt über eine eigene Grundschule.

## Persönlichkeiten

### Söhne und Töchter Niedereschachs
- Fridolin Leiber (1843–1912), Maler
- Adolf Jerger[13] († 1965), Ehrenbürger und Gründer der Niedereschacher Uhrenproduktion Jerger
- Franz-Josef Kaiser (1901–1967), Unternehmer und Fabrikant in der Schwarzwälder Uhrenindustrie
- Oskar Johann Kaiser (1907–2001), Unternehmer in der Schwarzwälder Uhrenindustrie
- Wolfgang Jäger (* 1940), Politikwissenschaftler, von 1995 bis 2008 Rektor der Universität Freiburg

### Sonstige Persönlichkeiten
- Otto Sieber (* 1944), Bürgermeister von Niedereschach 1970 bis 2010[14]
- Christoph Sieber (* 1970), Sohn von Otto Sieber, Kabarettist, wuchs in Niedereschach auf